# Osztrák Békeszolgálat
Az Osztrák Békeszolgálat a legkisebb része az Osztrák Külföldi Szolgálatnak, ami a polgári szolgálat-köteles osztrákoknak egy tizenkét hónapos alternatívát nyújt a szabályos polgári szolgálat elvégzésére. 
1992-ben Andreas Maislinger ötlete alapján jött létre a program. 
Az Osztrák Emlék Szolgálat és az Osztrák Szociális Szolgálat más lehetőségek az alternatív polgári szolgálat elvégzésére.
Négy partnerszervezet nyújt lehetőséget a békeszolgálat elvégzésére:
- United for Intercultural Actions (Hollandia) - Európa legnagyobb hálózata rasszizmus, nacionalizmus és fasizmus ellen.
- Hiroshima Peace Culture Foundation (Japán) - A nukleáris fegyverek megszüntetésere fókuszál.
- Alternative Information Center (Izrael) - Az Izrael–Palesztina konfliktus megoldása után kutat.
- John Rabe and International Safety Zone Memorial Hall (Kína) - Emlékeztet John Rabe és a „Nankingi nemzetközi védőzóna” bizottság tagjainak heroikus törekvésre a nankingi mészárlás idején.

## Külső hivatkozások
- Az Osztrák Békeszolgálatok weboldala
- Archiválva 2012. február 4-i dátummal a Wayback Machine-ben (osztrák oldal) – az Osztrák Külföld Szolgálat Béke Szolgálati oldala